# Thoigné
Thoigné là một xã trong tỉnh Sarthe ở tây bắc nước Pháp. Xã này nằm ở khu vực có độ cao từ 71-143 mét trên mực nước biển.